# Græsrødderne
 Denne artikel omhandler filmen Græsrødderne. Opslagsordet har også en anden betydning, se Græsrødderne (videospil).
Græsrødderne (eng: A Bug's Life) er en computeranimeret film fra Pixar Animation Studios og udgivet af Buena Vista Distribution i USA den 25. november 1998, den 3. december 1998 i Australien og i Storbritannien den 5. februar 1999. Græsrødderne er den anden film fra Disney/Pixar.

## Handling
Flik (Peter Mygind) er lidt af en original, en individualist og opfinder i en koloni af myre, som bliver afpresset af en Mafia-lignende græshoppebande. Græshopperne kommer hvert forår, og tager al den mad, som myre-kolonien har indsamlet til dem, for så at græshopperne så skulle beskytte dem. Mens myrerne arbejder på indsamlingen, lyder alarmklokkerne – græshopperne er på vej. Flik som er i gang med at prøvekøre sin nyeste opfindelse (en høstmaskine), bliver bange og kommer derfor til at ødelægge offerstenen, hvor al maden til græshopperne ligger på. Dette opdager græshopperne selvfølgelig, og de laver en ny aftale med myrerne, de vil få ekstra tid til efteråret, hvor græshopperne så vil komme igen, betingelsen er bare, at myrerne skal indsamle den dobbelte mængde føde. Senere, da Flik kommer for en domstol, får han dem overbevist om, at hvis de bare kan få nogle "kriger insekter" til at komme og bekæmpe græshopperne, så vil alt blive godt. Og da domstolen godkender hans plan, tror Flik at de tror på ham, men faktisk ser de bare som en god mulighed for slippe af med han, så de kan nå at indsamle føden, uden at Flik skulle kunne ødelægge det.
Flik bliver sendt af sted, og finder snart frem til insekternes metropolis, som er bygget af gamle dåser, kasser, affald. Han finder en pub, hvor han pludselig ser en hård gruppe kriger-insekter, som lige har tævet en bande fluer – eller det tror han. Hvad han ikke ved er at "kriger-insekterne" faktisk bare en cirkusartister, som lige er blevet fyret fra deres arbejdsplads, og som kom op og slås med nogle hårde bøller. Cirkus-insekterne er nu ikke meget bedre. De tror, da Flik kommer og spørger om de vil tage med hjem til hans koloni, at Flik er en talentspejder, som vil have dem til at optræde hjemme på Myre-Øen. De tager med ham hjem.
Flik og insekterne begynder nu snart at opdage, at tingene ikke er helt, som de troede. Resten af kolonien er ellers blevet overbevist, om at disse insekter faktisk er rigtige krigere, da disse efter hjælp fra Flik, får reddet Dot (den unge "prinsesse" af myrekolonien, som er den eneste, der synes Flik er en helt) og en såret Francis (en mandlig mariehøne fra cirkus-truppen) fra en sulten fugl. Flik kommer nu i et kæmpe dilemma. Skal han ofre sin nyfundne popularitet ved at afsløre insekternes rigtige identitet, eller skal han forsøge at få insekterne til at fremstå som virkelige helte? Han vælger det sidste idet han får den idé at bygge en kæmpe fugl, som når græshopperne kommer, vil skræmme dem væk for evigt.
Kolonien får bygget fuglen og da græshopperne ankommer, går de med til at holde en ordentlig festaften. Midt i det hele braser cirkus-insekternes tidligere chef P.T Loppe ind, og afslører cirkus-insekternes sande identitet, og Fliks hemmelighed. Som straf for at have snydt kolonien, bliver Flik af Atta (Annette Heick) (storesøster til Dot, og kronprinsesse i kolonien) udvist fra kolonien, og må derfor trist følge med cirkus-truppen.
Efter at have brugt rigtig meget tid på at udføre Fliks plan, forsøger de resterende myrer nu desperat at samle nok mad, men pga. den hårde vinter, men de kan ikke finde nok mad til at nå kvoten, og da græshopperne vender tilbage, bliver de vrede over den magre madindsamling, så de sætter alle i tvangsarbejde. Dot, som har gemt sig med sig spejdergruppe: Blåbær-spejderne, overhører Hoppers plan om at dræbe dronningen efter at de har fået hele madindsamlingen. Dot flyver derfor efter Flik, får ham overtalt til at komme med tilbage til kolonien og de får aktion Fugl sat i gang igen. Det virker næsten, for igen braser Hr. Loppe ind, og han tror nu at fuglen er virkelig og sætter derfor ild til den. Hopper ser nu, at han er blevet narret og raser ud på Flik. Efter at være blevet tævet af Hoppers hundeagtige insekt, siger Flik til Hopper, efter at Hopper har "fortalt" Flik om insekters rangorden, at "Myrer tjener ikke græshopper! Det er jer der har brug for os! Vi er meget stærkere end du siger vi er... og det ved du, gør du ikke?".
Fordi Hopper kender, og frygter, myrernes samlede styrke, truer han med at knuse Flik. Da indser de andre myrer, at Flik har ret, og at de er i stort overtal, og derfor stiller de op som en stor vred hær imod græshopperne. Hopper, som nu er alene, bliver desperat og forsøger at tage hævn over Flik. En scene efter viser at Hopper tager flyver hen og griber fat i Flik, og flyver væk med ham, med Atta og cirkusinsekterne i hælene. Sidstnævnte stopper dog efterfølgelsen hurtigt, og ender op med en af Hoppers følehorn, imens Atta flyver videre. Flik får lokket Hopper hen til en fuglerede, hvor den fugl som Dot var ved at blive spist af holder til, men efter fugletricket tidligere bliver Hopper ikke bange, da han tror det er endnu en falsk fugl. Han bliver dog lidt efter spist af fuglen, som fodrer ham til dens unger.
Senere gør alle i kolonien brug af Fliks høstmaskine, og de siger farvel til cirkusartisterne, som skal videre, og Heimlich er en smukke lille Sommerfugl og farvel til Myre-Øen

## Medvirkende
| Engelske stemmer    | Danske stemmer       | Rolle                     | Insekttype                 |
| ------------------- | -------------------- | ------------------------- | -------------------------- |
| Dave Foley          | Peter Mygind         | Flik                      | Myre                       |
| Kevin Spacey        | Henning Jensen       | Hopper                    | Græshoppe                  |
| Julia Louis-Dreyfus | Annette Heick        | Prinsesse Atta            | Myre                       |
| Hayden Panettiere   | Rosalinde Mynster    | Dot                       | Myre                       |
| Denis Leary         | Ole Boisen           | Francis                   | Mariehøne                  |
| Joe Ranft           | Tommy Kenter         | Heimlich                  | Kålorm / Senere Sommerfugl |
| David Hyde Pierce   | Michael Moritzen     | Finn                      | Vandrende pind             |
| Jonathan Harris     | Jørgen Reenberg      | Manfred                   | Knæler                     |
| Madeline Kahn       | Berrit Kvorning      | Gypsy                     | Natsværmer                 |
| Bonnie Hunt         | Jette Sievertsen     | Rosa                      | Edderkop (Sort enke)       |
| Brad Garrett        | Peter Zhelder        | Plim                      | Næsehornsbille             |
| Michael McShane     | Søren Ulrichs        | Hip og Hop                | Bænkebidere                |
| John Ratzenberger   | Lasse Lunderskov     | P.T. Loppe                | Loppe                      |
| Richard Kind        | Anders Bircow        | Mogens                    | Græshoppe                  |
| Phyllis Diller      | Vigga Bro            | Dronning                  | Myre                       |
| Roddy McDowall      | Paul Hüttel          | Mr. Muld                  | Myre                       |
| Edie McClurg        | Vibeke Hastrup       | Dr. Flora                 | Myre                       |
| Alex Rocco          | Dick Kaysø           | Tue                       | Myre                       |
| David Ossman        | Søren Elung Jensen   | Cornelius                 | Myre                       |
| David Lander        | Søren Ulrichs        | Thumper                   | Græshoppe                  |
| Carlos Alazraqui    | Henrik Jandorf       | Loco                      | Græshoppe                  |
| Jan Rabson          | Peter Holst-Beck     | Axel                      | Græshoppe                  |
| John Lasseter       | Lars Thiesgaard      | Harry                     | Myg                        |
| Phil Proctor        | Søren Ulrichs        | Søren                     | Snegl                      |
| Ashley Tisdale      | Julian T. Kellermann | Leder af Blåbær-spejderne | Myre                       |

Derudover medvirker Thomas Mørk, Peter Røschke, Henrik Jandorf, Peter Holst-Bech, Donald Andersen, Lars Thiesgaard, Charlotte Amalie Kirkegård Kehlet, Marie Norup Roupe, Annevig Schelde Ebbe, Victor Ray Salamonsen Romander, Lukas Forchhammer, Julius Mygind, Amalie Dollerup, Daniel B. Kellermann

## Sang
- "Du skal bruge dit liv" (synges af Otto Brandenburg samt Peter Thorup)

## Produktion
Tekst mangler, hjælp os med at skrive teksten

## Modtagelse
Tekst mangler, hjælp os med at skrive teksten

## Eksterne Henvisninger
- Græsrødderne på Internet Movie Database (engelsk)
- Græsrødderne på Filmdatabasen
- Græsrødderne på danskefilm.dk
- Græsrødderne i Svensk Filmdatabas (svensk)
- Græsrødderne på AlloCiné (fransk)
- Græsrødderne på MovieMeter (nederlandsk)
- Græsrødderne på AllMovie (engelsk)
- Græsrødderne hos Behind The Voice Actors (engelsk)
- Græsrødderne på Turner Classic Movies (engelsk)
- Græsrødderne på The Movie Database (engelsk)